# SMS Helgoland (1909)
O SMS Helgoland foi um navio couraçado operado pela Marinha Imperial Alemã e a primeira embarcação da Classe Helgoland, seguido pelo SMS Ostfriesland, SMS Thüringen e SMS Oldenburg. Sua construção começou em novembro de 1908 na Howaldtswerke em Kiel, sendo lançado ao mar em setembro de 1909 e comissionado na frota alemã em agosto de 1911. O projeto do Helgoland e seus irmãos representava uma melhora considerável em relação à anterior Classe Nassau em termos de armamento e propulsão. O navio tinha uma bateria principal composta por doze canhões de 305 milímetros montados em seis torres de artilharia duplas dispostas em um incomum arranjo hexagonal, deslocamento de mais de 24 mil toneladas e uma velocidade máxima de vinte nós (38 quilômetros por hora).
O Helgoland foi comissionado na Frota de Alto-Mar e em tempos de paz seu serviço consistiu principalmente de rotinas de exercícios individuais ou junto com o resto da força alemã. Ele teve poucas ações contra a Marinha Real Britânica durante a Primeira Guerra Mundial. O navio fez parte de várias incursões para o Mar do Norte e teve algumas operações no Mar Báltico contra a Marinha Imperial Russa, principalmente na Batalha do Golfo de Riga em agosto de 1915. O couraçado esteve presente na Batalha da Jutlândia em 1916, porém ficou no centro da linha de batalha e assim não participou tanto da ação. O Helgoland não tomou parte de mais nenhuma grande operação depois disso e foi entregue aos Aliados ao final da guerra como prêmio, sendo desmontado em Morecambe na década de 1920.

## Características

O Helgoland usava o mesmo arranjo hexagonal da bateria principal empregado anteriormente nos couraçados da predecessora Classe Nassau.

O SMS Helgoland tinha 167,2 metros de comprimento de fora a fora, uma boca de 28,5 metros e calado de 8,94 metros. Seu deslocamento totalmente carregado com suprimentos de combate chegava em 24,7 mil toneladas. Seu sistema de propulsão era composto por quinze caldeiras a carvão que alimentavam três motores de tripla expansão com quatro cilindros, que por sua vez impulsionavam três hélices quádruplas de 5,1 metros de diâmetro. Os motores de tripla expansão foram escolhidos sobre os mais modernos turbinas a vapor puramente por questões de custo. A potência gerada pelas máquinas era de 27 615 cavalos-vapor (20 600 quilowatts), o que lhe permitia alcançar uma velocidade de 20,8 nós (38,5 quilômetros por hora). O Helgoland transportava até 3,2 mil toneladas de carvão, o que lhe dava um alcance de 5 500 milhas náuticas (10 190 quilômetros) a dez nós (dezenove quilômetros por hora).
A bateria principal do Helgoland consistia de doze canhões SK L/50 de 305 milímetros. Estes eram montados em seis torres de artilharia arranjados em uma incomum configuração hexagonal: uma na proa, uma na popa e duas de cada lado. Seus armamentos secundários tinham catorze canhões SK L/45 de 150 milímetros montadas em casamatas e catorze canhões SK L/45 de 88 milímetros, também em casamatas. Duas armas de 88 milímetros foram substituídas em 1914 por canhões antiaéreos também de 88 milímetros. Além disso, havia seis tubos de torpedos de quinhentos milímetros instalados abaixo da linha d'água; um na proa, outro na popa e dois em cada lateral. O cinturão de blindagem tinha entre oitenta milímetros de espessura nas extremidades e trezentos na área central do navio, enquanto atrás do cinturão ficava uma antepara de torpedo de trinta milímetros. O convés era protegido por uma blindagem que ia desde 55 a oitenta milímetros de espessura. A torre de comando dianteira era protegida por um teto de duzentos milímetros e laterais de quatrocentos, já a torre traseira tinha uma proteção de cinquenta no teto e duzentos nas laterais. As torres de artilharia possuíam tetos de cem milímetros e laterais de trezentos, e as casamatas tinham 170 mais escudos de oitenta milímetros.

## História

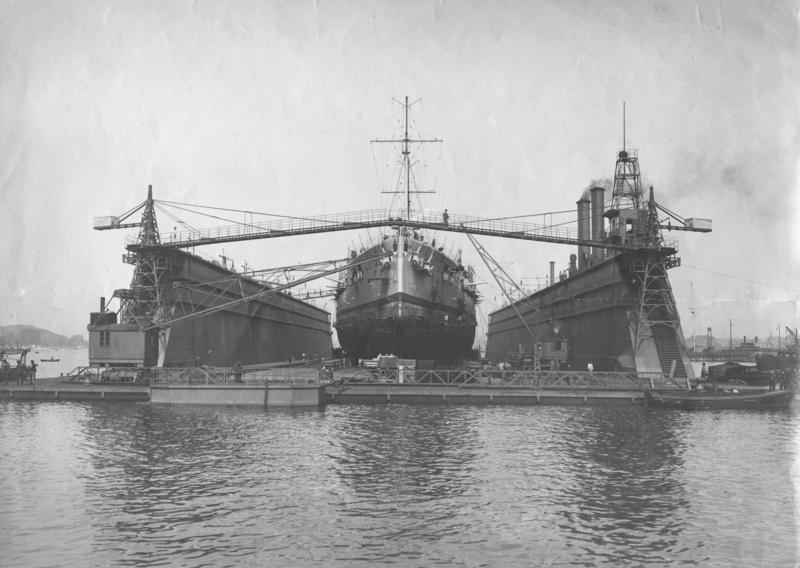
O Helgoland em uma doca flutuante em Kiel.

O Helgoland foi encomendado pela Marinha Imperial Alemã sob o nome provisório de Ersatz Siegfried, como um substituto para o antigo navio de defesa de costa SMS Siegfried. O contrato para a construção da embarcação foi entregue para Howaldtswerke em Kiel, ocorrendo sob o número 500. O batimento de quilha ocorreu em 11 de novembro de 1908 e ele foi lançado menos de um ano depois em 25 de setembro de 1909. Os trabalhos de equipagem, que incluíam a finalização da superestrutura e instalação dos armamentos, duraram até agosto de 1911. O couraçado, nomeado em homenagem a um pequeno arquipélago visto como de vital importância para a defesa do Canal Imperador Guilherme, foi comissionado na Frota de Alto-Mar em 23 de agosto de 1911, pouco menos de três anos depois do início das obras, tendo custado no total 46,196 milhões de marcos.
O navio substituiu o antigo couraçado pré-dreadnought SMS Hannover na I Esquadra de Batalha ao ser comissionado. A tripulação do Helgoland quebrou o recorde da Marinha Imperial de carregamento de carvão em 9 de fevereiro de 1912, carregando 1,1 mil toneladas de carvão em duas horas; o recorde anterior era da tripulação do SMS Posen. O imperador Guilherme II da Alemanha congratulou a tripulação por meio de uma ordem de gabinete. Manobras de treinamento em frota foram realizados no Mar do Norte em março, seguida por uma rodada de exercícios em novembro. A frota também treinou nos estreitos de Skagerrak e Kattegat durante as ações de novembro. O ano seguinte seguiu um padrão similar de treinamentos, porém um cruzeiro de verão para a Noruega foi instituído.
O Helgoland deixou a Angra de Jade em 10 de julho de 1914 para participar do cruzeiro de treinamento de verão para a Noruega. A frota, junto com vários u-boots, reuniu-se em Skagen na Dinamarca no dia 12 a fim de praticarem ataques de torpedos, manobras individuais e técnicas de busca por holofote. A força chegou no Fiorde de Sogn em 18 de julho, porém o couraçado teve de esperar até a meia-noite para que um piloto do porto pudesse guiá-lo para dentro das águas do fiorde. O Helgoland juntou-se em Balholm ao SMS Friedrich der Grosse, o cruzador rápido SMS Magdeburg e o iate imperial SMY Hohenzollern. O navio no mesmo dia reabasteceu 1 250 toneladas de carvão de um carvoeiro norueguês. No dia seguinte a embarcação encontrou-se com seu irmão SMS Oldenburg e os dois retornaram para a Alemanha, chegando na manhã do dia 22. O capitão anunciou em 1º de agosto que o imperador tinha ordenado que a Marinha Imperial se prepara-se para uma guerra contra a Marinha Imperial Russa.

### Primeira Guerra
O Helgoland foi designado para a I Divisão da I Esquadra de Batalha no começo da Primeira Guerra Mundial. Ele ficou estacionado em 9 de agosto na ilha fortificada de Wangerooge. Campos minados e linhas de piquete de cruzadores, barcos torpedeiros e submarinos também foram colocadas na defesa de Wilhelmshaven. Seus motores foram deixados ligados durante toda a operação para que assim estivesse pronto para responder de imediato caso necessário. Quatro dias depois, 13 de agosto, o navio retornou para Wilhelmshaven a fim de reabastecer. Reservistas começaram a chegar no dia seguinte para preencher as tripulações de guerra dos couraçados.
Sua primeira grande ação no Mar do Norte foi a Batalha da Angra da Heligolândia em 28 de agosto de 1914. O Helgoland estava novamente de guarda em Wangerooge; apesar de sua proximidade da batalha, o couraçado não foi enviado para ajudar os cruzadores alemães em necessitade, já que não se podia arriscar colocá-lo em um ataque sem apoio contra uma força possivelmente superior. Em vez disso, foi ordenado que o navio ancorasse e esperasse a chegada de seu irmão SMS Thüringen. O Helgoland recebeu ordens às 4h30min de juntar-se a seu outro irmão SMS Ostfriesland e deixar o porto. As duas embarcações encontraram-se às 5h com os danificados cruzadores rápidos SMS Frauenlob e SMS Stettin. Os navios já tinham retornado para o porto às 7h30min. O Helgoland, três dias depois em 31 de agosto, foi colocado em uma doca seca para manutenção. Ele e o resto da Frota de Alto-Mar realizaram um cruzeiro de treinamento perto da Heligolândia em 7 de setembro.

#### Ataque costeiro

Diagrama da disposição das frotas alemã e britânica na manhã de 16 de dezembro de 1914. Os alemães estão em preto e os britânicos em branco.

O Helgoland participou entre os dias 15 e 16 de dezembro de 1914 de uma operação de ataque às cidades costeiras britânicas de Scarborough, Hartlepool e Whitby. O ataque foi realizado pelos cruzadores de batalha do I Grupo de Reconhecimento sob o comando do contra-almirante Franz Hipper; o Helgoland e os outros couraçados da Frota de Alto-Mar ficaram a distância a fim de proporcionar suporte. O almirante Friedrich von Ingenohl, comandante da Frota de Alto-Mar, decidiu estabelecer-se no meio do Mar do Norte, por volta de 130 milhas náuticas ao leste de Scarborough.
A Marinha Real Britânica, que recentemente tinha recebido livros código alemães capturados do cruzador encalhado SMS Magdeburg, sabia que a operação estava em andamento, mas não tinha certeza onde os alemães iriam atacar. Dessa forma, o Almirantado Britânico ordenou que a 1ª Esquadra de Cruzadores de Batalha do almirante sir David Beatty, seis couraçados da 2ª Esquadra de Batalha e vários cruzadores e contratorpedeiros interceptassem os navios alemães. Entretanto, a força britânica quase que encontrou toda a Frota de Alto-Mar. A linha de contratorpedeiros de Beatty entrou em contato com o barco torpedeiro alemão SMS V155 às 6h20min. Assim começou uma confusa batalha de duas horas entre os contratorpedeiros britânicos e os cruzadores e torpedeiros alemães, muitas vezes a curta distância.
Os couraçados da Classe Helgoland estavam a menos de dez milhas náuticas (dezenove quilômetros) de distância dos seis couraçados britânicos no momento do primeiro encontro; esse era quase o alcance dos canhões, porém nenhum dos almirantes conseguiu tomar conhecimento da composição da frota do outro em meio a escuridão. Ingenohl, sabendo da ordem do imperador de não arriscar a frota de batalha sem aprovação direta, concluiu que suas forças estavam enfrentando parte ou a totalidade da Grande Frota, ordenando assim depois de dez minutos uma virada para o sudeste. Ataques contínuos adiaram a virada, que foi concluída às 6h42min. As duas frotas navegaram em cursos paralelos por aproximadamente quarenta minutos. Ingenohl ordenou outra virada para bombordo às 7h20min, o que colocou seus navios em direção das bases alemãs.
O almirante ordenou em 17 de janeiro de 1915 que o Helgoland voltasse para as docas a fim de passar por manutenção, porém ele só foi entrar na doca seca três dias depois devido a dificuldades com as eclusas do Canal Imperador Guilherme. O couraçado voltou à ativa algumas semanas depois e seu lugar no estaleiro foi preenchido pelo cruzador blindado SMS Roon. O Helgoland e o resto da I Esquadra de Batalha partiram de Wilhelmshaven em 10 de fevereiro para Cuxhaven, porém a forte neblina impediu movimentações por dois dias. Os navios ancoraram perto de Brunsbüttel antes de procederem através do canal até Kiel. As tripulações realizaram em 1º de março treinamentos de artilharia com as baterias principal e secundária e também com torpedos. Na noite seguinte ocorreu treinamento de combate noturno. A esquadra retornou para Wilhelmshaven em 10 de março. Neblina novamente retardou o progresso e as embarcações só conseguiram chegar em seu destino no dia 15.

#### Golfo de Riga
O Helgoland, seus três irmãos mais os quatro couraçados da Classe Nassau foram designados para uma força tarefa que deveria cobrir uma incursão ao Golfo de Riga em agosto de 1915. A flotilha alemã, que estava sob o comando de Hipper, também incluía os cruzadores de batalha SMS Von der Tann, SMS Moltke e SMS Seydlitz, vários cruzadores rápidos, 32 torpedeiros e treze caça-minas. O plano exigia que os campos minados russos fossem liberados para que assim a presença naval russa na área, que incluía o couraçado pré-dreadnought Slava, pudesse ser eliminada. Os alemães em seguida criariam campos minados próprios a fim de impedir que reforços inimigos entrassem no golfo. O Helgoland e a maioria dos navios maiores da Frota de Alto-Mar permaneceram fora do golfo durante toda a operação. Os couraçados Posen e SMS Nassau foram destacados em 16 de agosto para escoltarem caça-minas e destruírem o Slava, porém fracassaram. Os campos minados russos foram liberados três dias depois e a flotilha entrou no golfo em 19 de agosto, porém relatos de submarinos Aliados fizeram com que os alemães recuassem no dia seguinte.

#### Jutlândia

Mapa mostrando os principais movimentos da Batalha da Jutlândia. Os alemães são mostrados em vermelho enquanto os britânicos em azul.

O Helgoland participou da Batalha da Jutlândia em 31 de maio e 1º de junho de 1916 ao lado de seus irmãos na I Esquadra de Batalha, sob o comando do vice-almirante Ehrhard Schmidt. Esta esquadra formou o centro da linha de batalha alemã durante a maior parte do confronto, logo atrás da III Esquadra de Batalha do contra-almirante Paul Behncke e à frente dos antigos couraçados pré-dreadnought da II Esquadra de Batalha sob o contra-almirante Franz Mauve.
A Classe Helgoland entrou em combate pela primeira vez pouco depois das 18h. A linha alemã estava indo para o norte quando encontraram os contratorpedeiros HMS Nomad e HMS Nestor, que tinham sido desabilitados mais cedo na batalha. O Nomad, que fora atacado pelos navios da Classe Kaiser na frente da linha, explodiu e afundou às 18h30min, seguido pelo Nestor cinco minutos depois, que foi alvo do Helgoland, Thüringen e outros couraçados alemães. O Helgoland e outros navios começaram a disparar às 19h20min contra o HMS Warspite, que, junto com outros couraçados da Classe Queen Elizabeth na 5ª Esquadra de Batalha, estavam perseguindo os cruzadores de batalha alemães. O confronto durou pouco pois os alemães perderam os inimigos de vista; o Helgoland tinha disparado vinte projéteis de seus canhões principais.
Durante uma nova mudança de curso às 20h15min, o Helgoland foi acertado na proa por um projétil perfurante de 380 milímetros, disparado do HMS Barham ou do HMS Valiant. O tiro antingiu o cinturão de blindagem oito centímetros acima da linha d'água, onde a blindagem tinha apenas 150 milímetros de espessura. O projétil se despedaçou no impacto, porém mesmo assim conseguiu criar um buraco de 1,4 metros no casco. Estilhaços foram parar no canhão de 150 milímetros dianteiro, porém ele mesmo assim continuou ativo. Aproximadamente oitenta toneladas de água entraram na embarcação.
A Frota de Alto-Mar entrou em sua formação de navegação noturna às 23h30min. A ordem dos navios tinha sido praticamente invertida, com os quatro couraçados da Classe Nassau na frente, seguidos pelos quatro da Classe Helgoland, com a Classe Kaiser e Classe König atrás. A traseira continuava com os antigos pré-dreadnought, enquanto os danificados cruzadores de batalha estavam espalhados. As embarcações das classes Helgoland e Nassau entraram em contato com a 4ª Flotilha de Contratorpedeiros britânica por volta da meia-noite. Os britânicos encerraram o confronto temporariamente para poderem reagrupar, porém encontraram os couraçados alemães novamente à 1h por acidente. O Helgoland e o Oldenburg abriram fogo contra os dois contratorpedeiros na liderança. O Helgoland disparou seis salvos de suas armas secundárias contra o HMS Fortune antes deste sucumbir e afundar. O couraçado então passou a mirar em outro contratorpedeiro não identificado, atirando cinco salvos de seus canhões de 150 milímetros, porém não se sabe se acertaram. Os britânicos dispararam torpedos, porém os alemães conseguiram desviar com uma manobra para estibordo.
O Helgoland e o Thüringen, junto com o Nassau, Posen e SMS Westfalen da Classe Nassau, assumiram posições defensivas na Angra de Jade pelo restante da noite depois do retorno da Frota de Alto-Mar para a Alemanha. Além do acerto de 150 milímetros em sua proa, o Helgoland sofreu apenas danos mínimos durante a batalha. Mesmo assim, o navio precisou ser colocado em uma doca seca a fim de reparar o dano infligido a seu cinturão de blindagem. Os trabalhos foram finalizados em 16 de junho. No decorrer de todo o confronto, o couraçado disparou 63 projéteis de sua bateria principal, além de 61 de suas armas secundárias de 150 milímetros.

#### Outras ações
O almirante Reinhard Scheer, comandante da Frota de Alto-Mar, passou a acreditar após a Batalha da Jutlândia que a Marinha Imperial não conseguiria quebrar o bloqueio naval britânico, dessa forma apenas o retorno de guerra submarina irrestrita seria bem sucedido. As embarcações de superfície alemãs assim permaneceram no porto na maior parte do restante do conflito, com a exceção de duas incursões em agosto e outubro de 1916 que rapidamente foram abortadas. O Helgoland bateu acidentalmente no novo cruzador de batalha SMS Hindenburg enquanto este ainda estava passando pelo processo de equipagem. O couraçado, acompanhado do Oldenburg, foi para a ilha de Amrum em outubro de 1917 com o objetivo de auxiliar os cruzadores rápidos SMS Brummer e SMS Bremse, que estava retornando de um ataque contra um comboio britânico na Noruega. O navio atravessou o Canal Imperador Guilherme em 27 de novembro até o Báltico, porém não participou da ocupação das ilhas do Golfo de Riga. Um terceiro e último avanço da frota ocorreu em abril de 1918, porém foi abortado depois do Moltke ter tido problemas com seus motores e precisou ser rebocado.
O Helgoland e seus três irmãos participariam de uma última ação da frota alguns dias antes do Armistício de Compiègne ser assinado. O plano era que a maior parte da Frota de Alto-Mar sairia de sua base em Wilhelmshaven com o objetivo de enfrentar a Grande Frota. Scheer tinha a intenção de infligir o máximo de dano possível na Marinha Real, não importando o custo para seus próprios navios, a fim de deixar a Alemanha em melhor posição de barganha nas negociações de paz. Entretanto, muitos dos marinheiros veteranos sentiram que a operação iria atrapalhar o processo de paz e prolongar a guerra. Uma ordem foi emitida na manhã de 29 de outubro de 1918 para que todas as embarcações deixassem Wilhelmshaven no dia seguinte. Já de noite, tripulantes do Thüringen se amotinaram, influenciando vários outros navios.

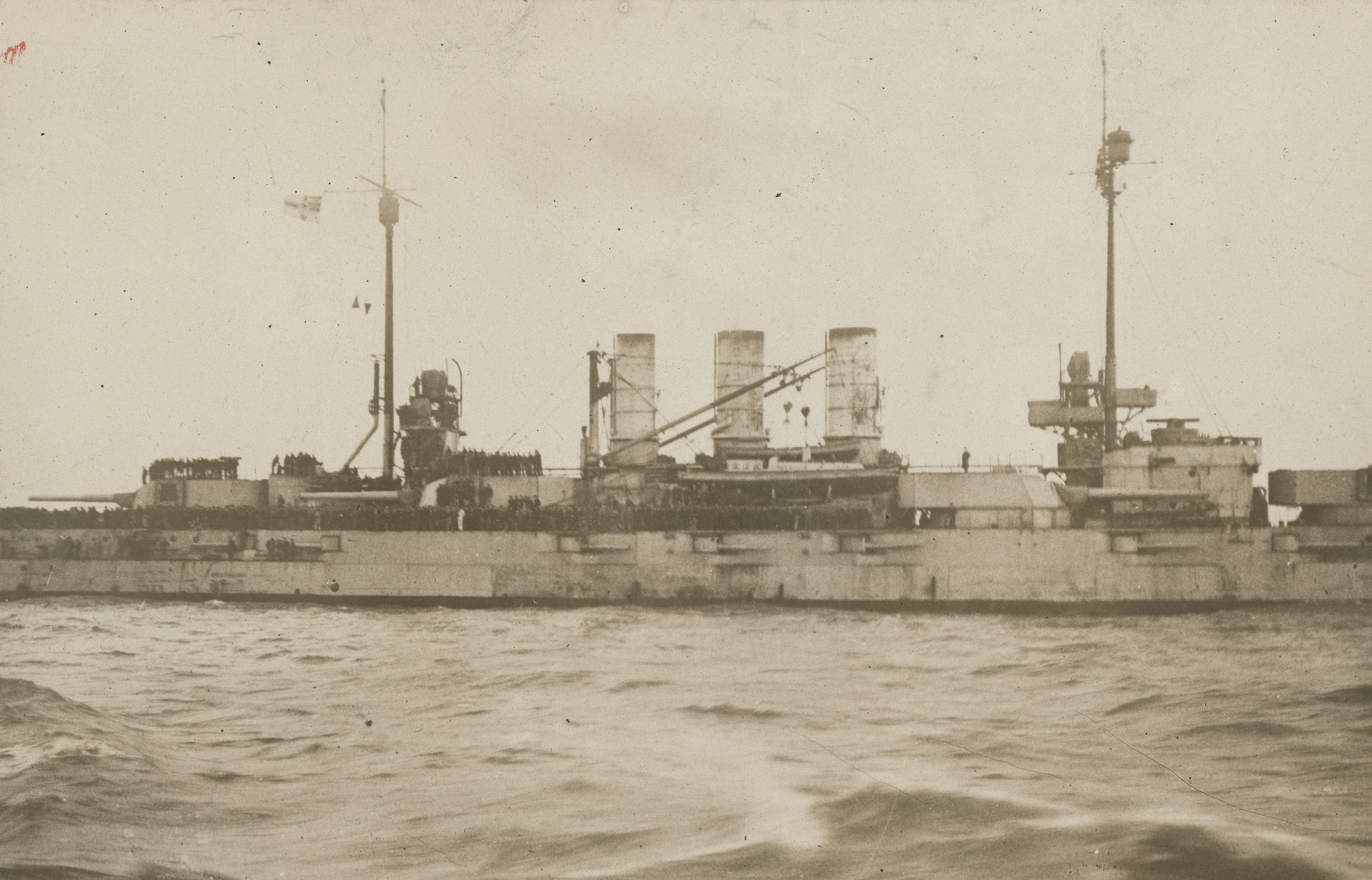
O Helgoland voltando de Harwich, Reino Unido, transportando tripulações dos u-boots rendidos, 21 ou 22 de novembro de 1918.

A tripulação do Helgoland, que estava logo atrás do Thüringen, também se amotinou já nas primeiras horas do dia 30. O vice-almirante Friedrich Boedicker, comandante da I Esquadra de Batalha, enviou botes para os dois couraçados para remover os oficiais, que tiveram permissão de sair sem serem machucados. Boedicker então informou as tripulações que, caso não parassem com o motim, ambas as embarcações seriam torpedeadas. Dois barcos torpedeiros chegaram no local e os dois navios se renderam, com suas tripulações sendo presas em terra. A revolta mesmo assim espalhou-se; foi estimado que vinte mil marinheiros, trabalhadores das docas e civis lutaram em Kiel em 3 de novembro em uma tentativa de libertar os amotinados presos. Uma bandeira vermelha foi hasteada no dia 5 em todos os grandes navios em Wilhelmshaven, com a exceção do SMS König. Um conselho de marinheiros assumiu o controle da base no dia seguinte, enquanto um trem carregando os amotinados do Helgoland e do Thüringen foi parado em Cuxhaven, permitindo que os homens escapassem.
Pelos termos do Tratado de Versalhes, todos os quatro couraçados da Classe Helgoland foram desarmados e entregues aos Aliados como prêmios de guerra como substitutos das embarcações deliberadamente afundadas em Scapa Flow em junho de 1919. O Helgoland foi para Harwich no Reino Unido entre 21 e 22 de novembro de 1918 a fim de transportar de volta para a Alemanha as tripulações dos u-boots que tinham se rendido. Ele foi em seguida tirado dos serviço ativo em 16 de dezembro. O navio e seus irmãos foram removidos da lista naval alemã em 5 de novembro de 1919. O Helgoland foi entregue formalmente ao Reino Unido em 5 de agosto de 1920. Ele foi desmontado em Morecambe, com os trabalhos tendo começado em 3 de março de 1921. Seu brasão de armas está atualmente em exposição no Museu de História Militar da Bundeswehr em Dresden.